# Campi nazisti in Polonia durante la seconda guerra mondiale

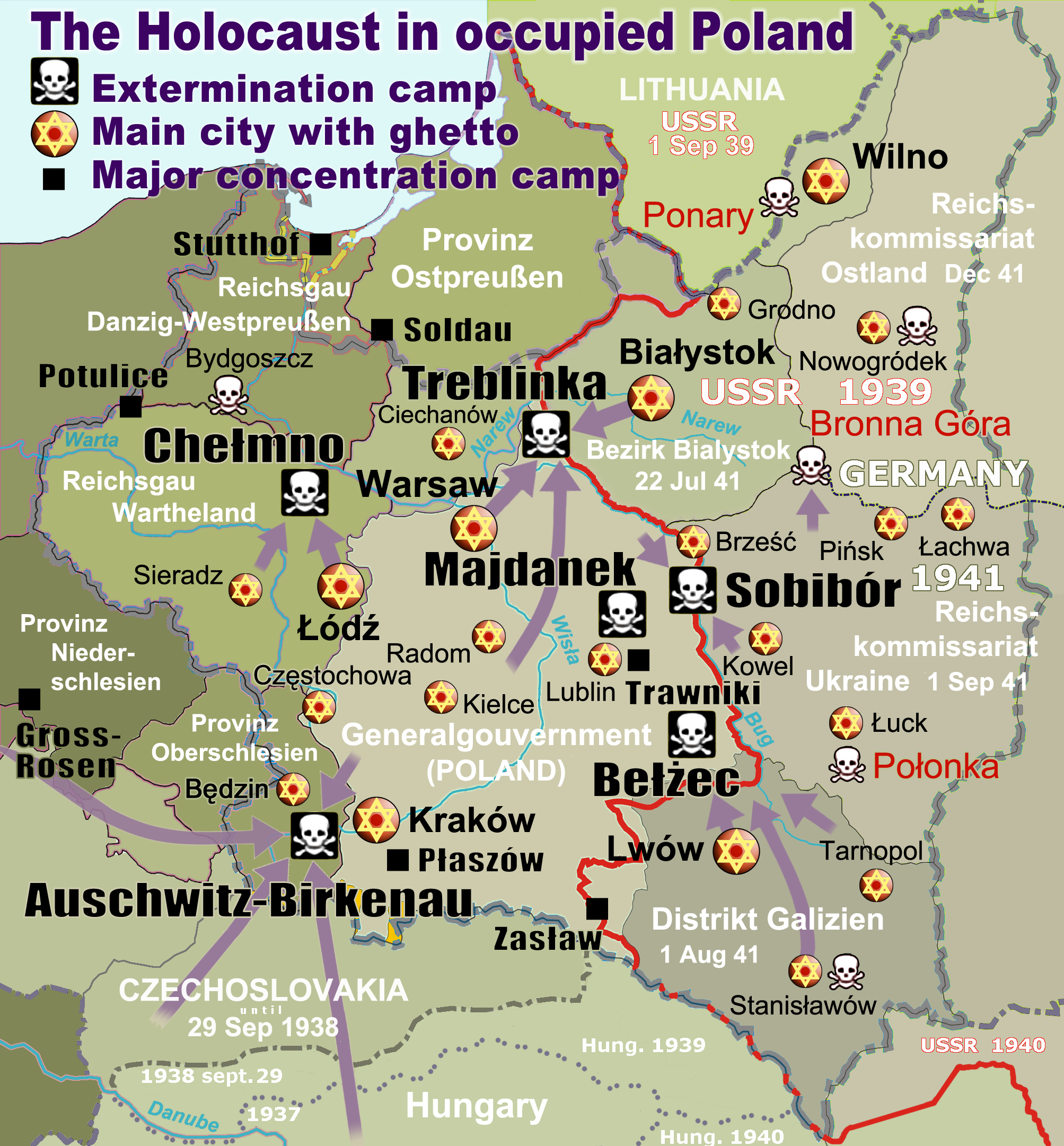
Mappa dei campi di sterminio nazisti nella Polonia occupata.

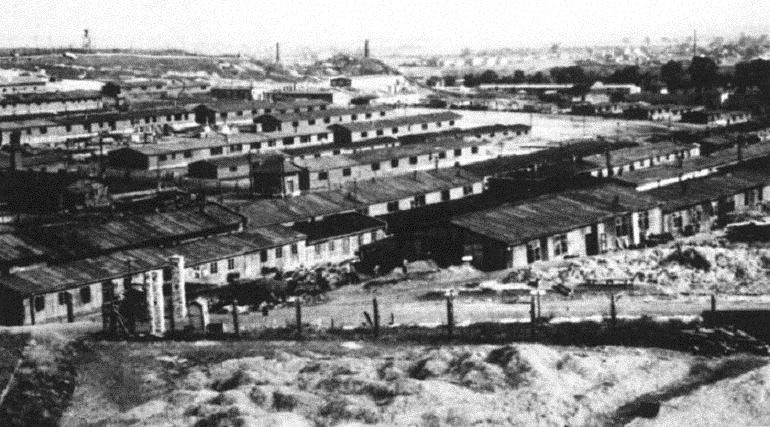
Campo di concentramento di Kraków-Płaszów, costruito nel 1942.

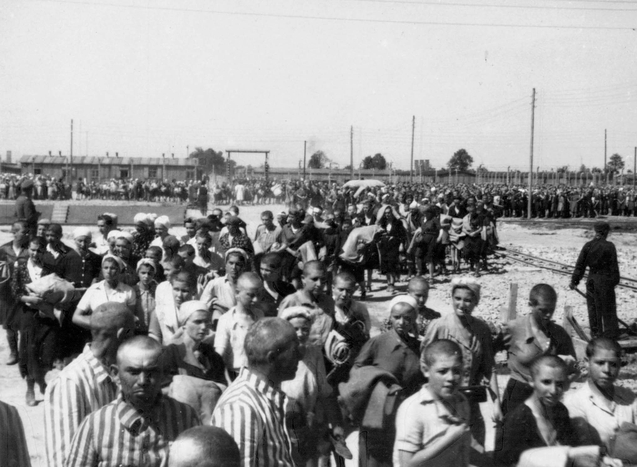
Detenuti di Birkenau che rientrano nelle baracche, 1944.

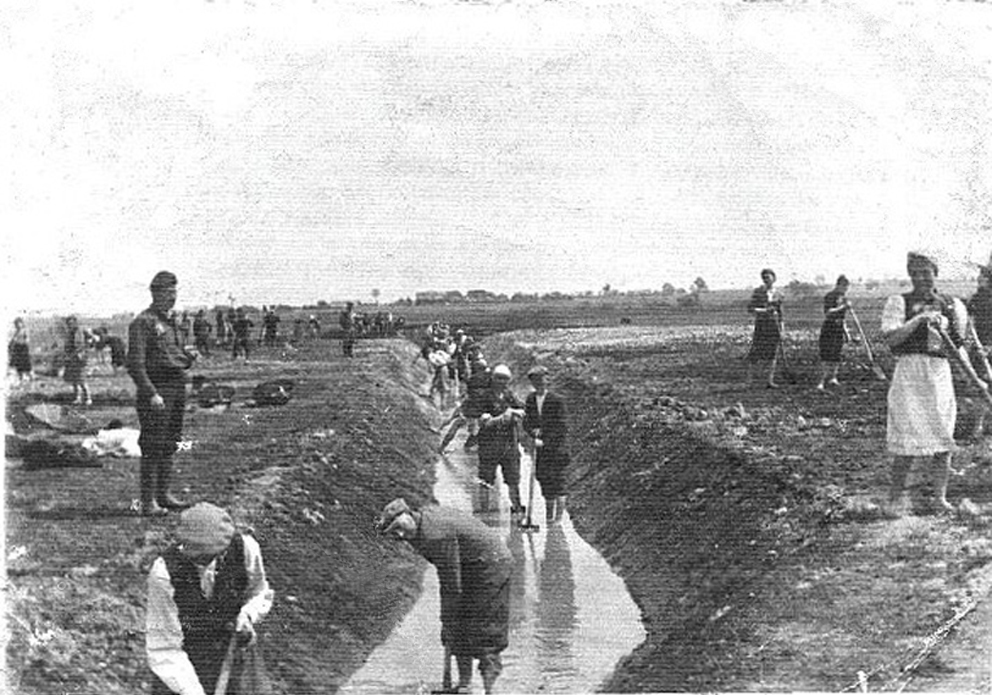
Lavoro forzato nel Generalplan Ost, per dare vita al Lebensraum.

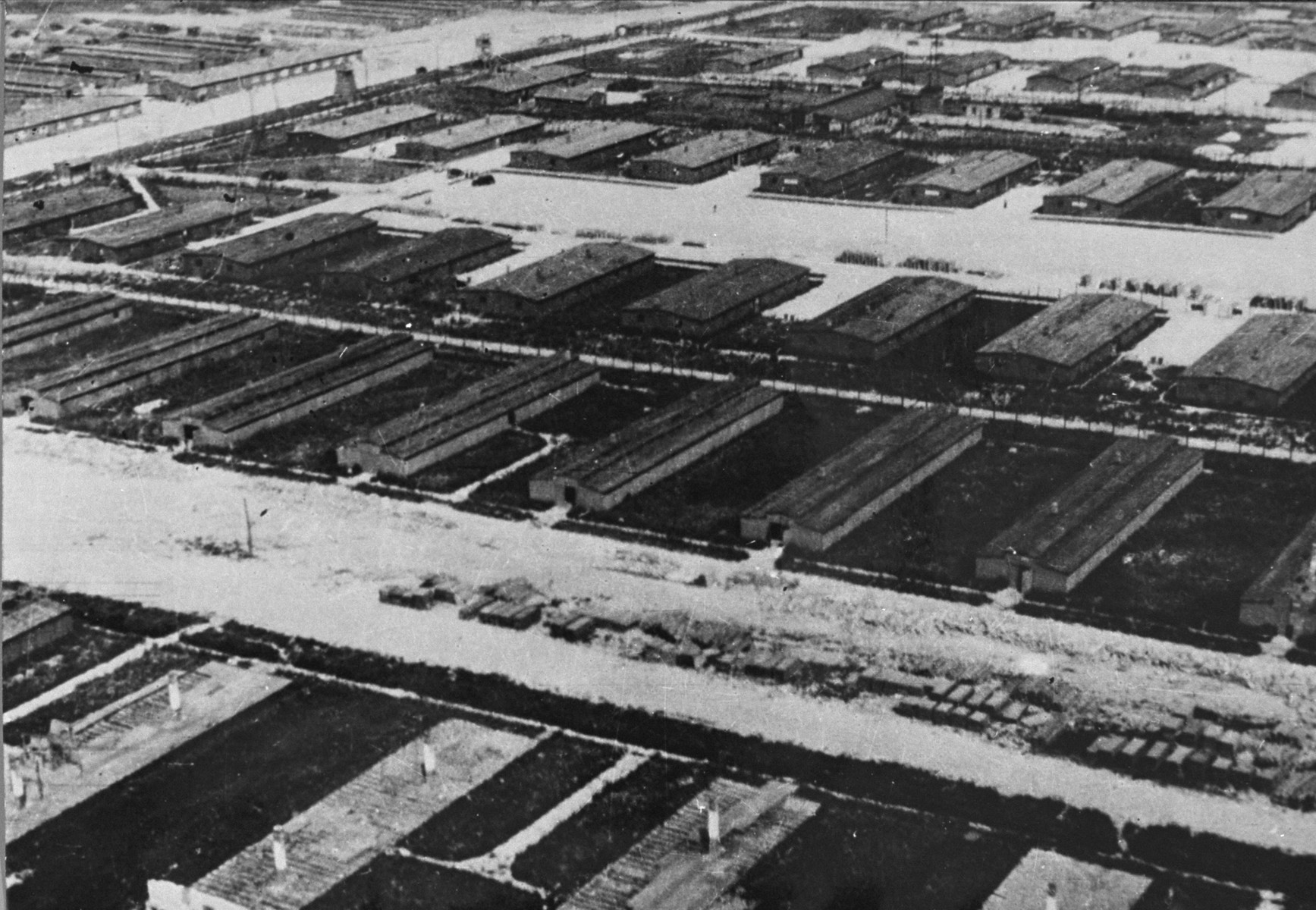
Campo di concentramento di Majdanek, 1944.

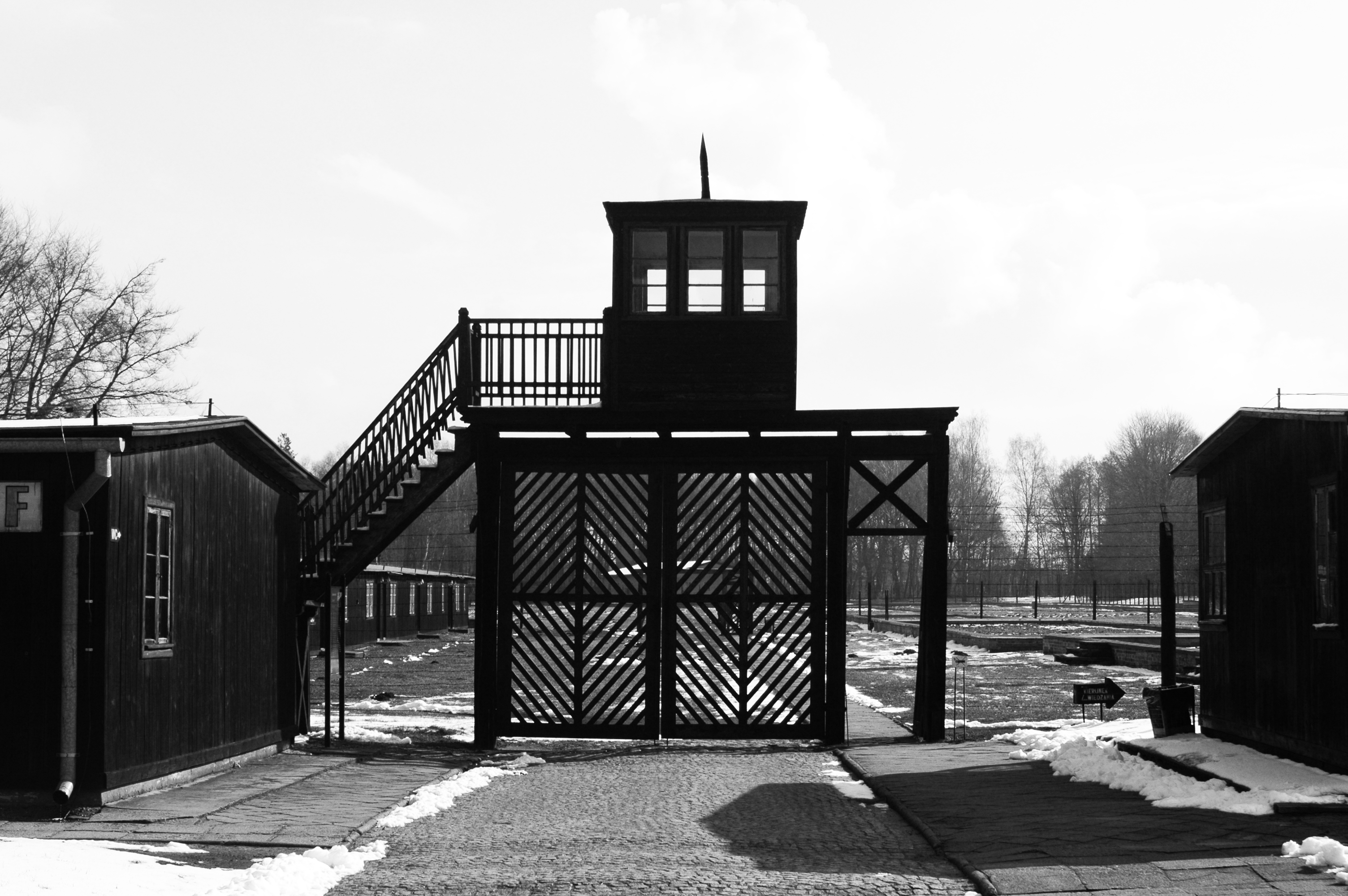
"Porta della Morte" del campo di concentramento di Stutthof.

I campi nazisti nella Polonia occupata durante la seconda guerra mondiale furono costruiti dai nazisti tra il 1939 e il 1945 su tutto il territorio polacco, sia nelle zone annesse nel 1939 che nel Governatorato Generale. Dopo l'attacco tedesco del 1941 all'Unione Sovietica fu creato un sistema di campi molto più ampio, del quale furono parte integrante i campi di sterminio costruiti appositamente per portare a termine la "soluzione finale".
La Polonia occupata aveva 457 complessi di campi. Alcuni dei principali campi, sia di concentramento che di lavoro forzato, furono costituiti da dozzine di campi secondari distribuiti su una vasta area:
- nel campo di Gross-Rosen i sottocampi furono 97;[4]
- il complesso di Auschwitz (Auschwitz I, Auschwitz II-Birkenau e Auschwitz III-Monowitz) contava 48 campi satelliti;
- Il campo di Stutthof aveva 40 sottocampi ufficiali e ben 105 sottocampi di fatto,[5] alcuni fino a 200 chilometri di distanza dal campo principale.[6][7]

Il sistema era uno degli strumenti chiave del terrore e allo stesso tempo forniva la manodopera necessaria per l'economia di guerra tedesca. Gli storici stimano che li abbiano attraversati circa 5 milioni di cittadini polacchi, compresi gli ebrei polacchi. Una ricerca (più imparziale) sulle statistiche dei prigionieri divenne possibile solo dopo il crollo dell'Unione Sovietica nel 1989: nei decenni precedenti tutti gli abitanti della zona orientale del paese, annessa all'URSS nel 1939, venivano indicati dalle statistiche comuniste ufficiali come cittadini dell'Unione Sovietica.

## Contesto storico
Prima dell'invasione della Polonia del 1939 i campi di concentramento costruiti nella Germania nazista ospitavano principalmente gli ebrei tedeschi e gli oppositori politici del regime nazista. Con lo scoppio della seconda guerra mondiale cambiò tutto radicalmente.
I campi di concentramento nazisti (in tedesco: Konzentrationslager, KL o KZ) istituiti in tutta l'Europa occupata furono riprogettati per sfruttare sia i detenuti stranieri che i prigionieri di guerra. Il loro lavoro, ad alto tasso di mortalità, permise di raggiungere il massimo profitto alle industrie. Milioni di persone ridotte in schiavitù contribuirono allo sforzo bellico tedesco.
Secondo una ricerca dell'USHMM, la Germania nazista creò circa 42.500 campi e ghetti, in cui furono imprigionati a vario titolo da 15 a 20 milioni di persone utilizzati come fonte di lavoro.
Tra il 1941 e il 1943, per distruggere gli ebrei europei, le SS crearono campi di sterminio al solo scopo di sterminarli nelle camere a gas. Durante l'Olocausto molti campi di transito e ghetti ebraici di nuova formazione servirono come punti di raccolta per la deportazione con il pretesto del "reinsediamento": le vittime ignare percepivano le deportazioni come convocazioni per il lavoro. I tedeschi trasformarono Auschwitz in un grande campo di sterminio ampliandone la capacità; in seguito la maggior parte degli ebrei dei ghetti nazisti fu annientata.
Nel tentativo di nascondere le prove del genocidiofurono distrutte le camere a gas in cemento e i forni crematori furono fatti saltare in aria. Ad Auschwitz i forni crematori funzionanti 24 ore al giorno fino al 25 novembre 1944 furono fatti esplodere per ordine di Heinrich Himmler.

## Tipologia

### Campi di sterminio
La visione della soluzione finale, secondo Christopher Browning, si cristallizzò nelle menti dei vertici nazisti durante un periodo di cinque settimane (dal 18 settembre al 25 ottobre 1941), quello delle vittorie tedesche sul fronte orientale, le quali fruttarono oltre 500.000 nuovi prigionieri di guerra. In questo periodo fu ridefinito il concetto del Lebensraum espresso da Hitler, furono sperimentati diversi metodi di uccisione su larga scala e furono individuati i siti dei campi. La nuova politica di sterminio fu enunciata alla Conferenza di Wannsee nel gennaio 1942 e sfociò poi nel tentativo di "assassinare fino all'ultimo ebreo nelle mani dei tedeschi".
All'inizio del 1942 il governo nazista costruì delle strutture di sterminio nel territorio occupato per attuare l'operazione Reinhard. I nuovi campi di sterminio (Vernichtungslager) si aggiunsero ai già funzionanti, attraverso i sistemi di sterminio tramite il lavoro, come Auschwitz e Majdanek, che operarono entrambi in doppia veste fino alla fine della guerra. Le fabbriche della morte (Vernichtungsoder Todeslager) furono progettate per uccidere sistematicamente treni di persone, gasate nelle finte docce.
| Campi di sterminio tedeschi in Polonia                             | Campi di sterminio tedeschi in Polonia | Campi di sterminio tedeschi in Polonia | Campi di sterminio tedeschi in Polonia | Campi di sterminio tedeschi in Polonia                    |
|                                                                    | Campo                                  | Territorio nazista                     | Località polacca                       | Numero di vittime                                         |
| ------------------------------------------------------------------ | -------------------------------------- | -------------------------------------- | -------------------------------------- | --------------------------------------------------------- |
| 1                                                                  | Auschwitz                              | Oberschlesien                          | Oświęcim vicino Cracovia               | 1.1 milioni, di cui circa il 90% ebrei.                   |
| 2                                                                  | Treblinka(*)                           | Governatorato Generale                 | 80 km a nord-est di Varsavia           | 800.000–900.000 a Treblinka II e 20.000 a Treblinka I.    |
| 3                                                                  | Bełżec(*)                              | Governatorato Generale                 | Bełżec vicino Tomaszów Lubelski        | 600.000 con 246.922 dal Governatorato Generale.           |
| 4                                                                  | Sobibor(*)                             | Governatorato Generale                 | 85 km a sud di Brėst                   | 200.000, di cui 140.000 dal Lublino e 25.000 dal Leopoli. |
| 5                                                                  | Chełmno                                | Reichsgau Wartheland                   | 50 km a nord di Łódź                   | 200.000 (in maggior numero dal Ghetto di Łódź.            |
| 6                                                                  | Majdanek                               | Governatorato Generale                 | Lublino                                | 130.000 secondo la ricerca del Museo statale di Majdanek. |
| * Sedi delle uccisioni segrete dell'Operazione Reinhard, 1942-1943 |                                        |                                        |                                        |                                                           |

La funzione principale dei campi di sterminio fu l'uccisione degli ebrei provenienti da tutti i paesi occupati dalla Germania, ad eccezione dell'Unione Sovietica, dove in genere venivano assassinati dagli squadroni della morte. In questi campi venivano uccisi anche altri prigionieri, tra cui i polacchi non ebrei; ad Auschwitz-Birkenau furono assassinati circa 75.000 polacchi non ebrei. La maggior parte dei campi di sterminio disponeva di normali campi di concentramento, tra cui Auschwitz-Birkenau, Majdanek e Treblinka I, anche se questi campi rimanevano distinti dai campi di sterminio adiacenti.

### Campi di concentramento
All'inizio della guerra il nuovo campo di concentramento di Stutthof, vicino a Danzica, servì esclusivamente per l'internamento e lo sterminio dell'élite polacca. In poco tempo si estese fino a comprendere 105 sottocampi per un'area di circa 200 chilometri a sud nel cuore della Polonia, dove prima della fine della guerra si contarono più di 60.000 morti, principalmente polacchi non ebrei. Per quanto riguarda il lavoro forzato, ci fu poca differenza tra i campi in Polonia, ad eccezione delle azioni punitive: alcuni campi furono costruiti in modo che i prigionieri potessero essere sfruttati fino alla morte lontano dagli occhi del pubblico; questo metodo si chiamava sterminio attraverso il lavoro (in tedesco: Vernichtung durch Arbeit). In questi campi era detenuto un gran numero di polacchi non ebrei e di vari prigionieri provenienti da altri paesi. Tra i principali campi di concentramento gestiti dalle SS allo scopo di uccidere intenzionalmente i lavoratori forzati, gli esempi più notevoli sono il campo di concentramento di Soldau a Działdowo e il campo di concentramento di Kraków-Płaszów, reso famoso dal film Schindler's List e dal documentario Inheritance.
Il campo di concentramento di Gross-Rosen situato a Rogoźnica, nella Slesia tedesca durante la seconda guerra mondiale, fu circondato da una rete di 97 campi satellite (Aussenlager) popolati da cittadini polacchi espulsi dalla Wartheland nazista nel processo di pulizia etnica. Nell'ottobre 1943 la maggior parte dei detenuti era costituita da ebrei polacchi, comprese quasi 26.000 donne. Campi simili, costruiti a Budzyń, Janowska, Poniatowa, Skarżysko-Kamienna (HASAG), Starachowice, Trawniki e Zasław, erano al servizio delle aziende naziste tedesche che si moltiplicarono in quel periodo: i profittatori di guerra allestirono dei campi nelle vicinanze dei ghetti, come a Siedlce, nel ghetto di Mińsk (Bielorussia) e in numerose altre città.

### Campi di prigionia
I tedeschi istituirono diversi campi per i prigionieri di guerra provenienti dai paesi alleati occidentali nel territorio che prima del 1939 faceva parte della Polonia: ci fu un importante campo di prigionia a Toruń (Stalag XX-A) e un altro a Łódź con centinaia di Arbeitskommando sussidiari, Stalag VIII-B, Stalag XXI-D, più una rete di campi più piccoli compresi i campi distrettuali.
Nella Polonia occupata furono portati molti prigionieri di guerra sovietici, la maggior parte dei quali fu assassinata nei campi di lavoro forzato. Il campo di prigionia di Grądy (Stalag 324) mantenne 100.000 prigionieri sovietici di cui 80.000 morirono. I tedeschi non riconoscevano i sovietici come prigionieri di guerra e diversi milioni di loro morirono nelle mani dei tedeschi. Venivano nutriti una sola volta al giorno con pane, margarina e zuppa.

## Economia di guerra della Germania nazista

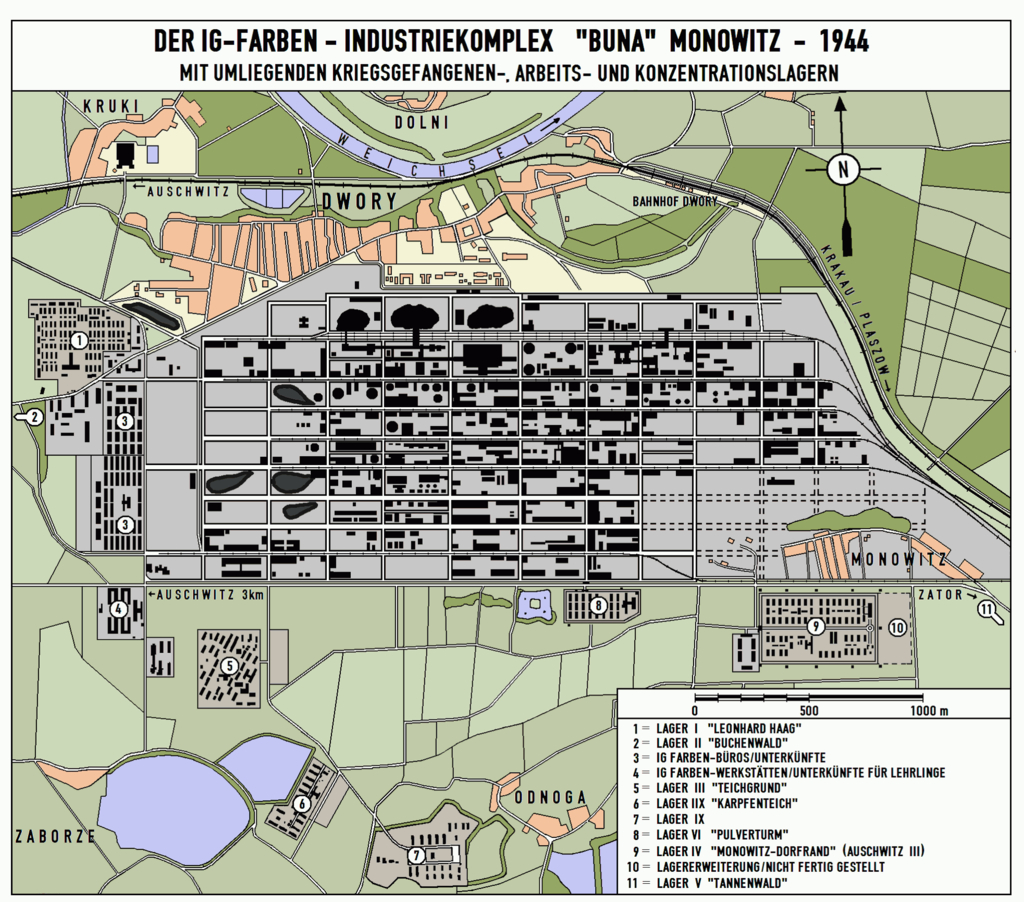
Vista dall'alto del complesso industriale IG Farben Buna-Werke composto da 11 sottocampi di lavoro forzato di Monowitz, uno dei tre campi principali di Auschwitz.

Dopo il fallimento della strategia Blitzkrieg sul fronte orientale, il 1942 segnò la svolta nell'economia tedesca della "guerra totale". L'uso del lavoro in schiavitù aumentò in modo massiccio: circa 12 milioni di persone, la maggior parte delle quali arrivati dall'Europa orientale, furono internate a scopo di sfruttamento all'interno della Germania nazista. Milioni di detenuti furono utilizzati praticamente gratuitamente dalle principali società tedesche come Thyssen, Krupp, IG Farben, Bosch, Blaupunkt, Daimler-Benz, Demag, Henschel, Junkers, Messerschmitt, Philips, Siemens e persino Volkswagen, oltre che dalle filiali tedesche delle aziende straniere, come Fordwerke (cioè Ford Motor Company) e Adam Opel AG (filiale di General Motors).
Le filiali estere furono sequestrate e nazionalizzate dai nazisti, per cui le condizioni di lavoro peggiorarono rapidamente. Il bisogno di lavoratori crebbe al punto che anche i minori stranieri furono rapiti nell'ambito dell'operazione Heuaktion: da 40.000 a 50.000 bambini polacchi di età compresa tra 10 e 14 anni furono usati come schiavi. Più di 2.500 aziende tedesche trassero profitto dal lavoro degli schiavi durante il periodo nazista, inclusa la Deutsche Bank.
I prigionieri venivano deportati nei campi statali tedeschi dell'Organizzazione Schmelt e delle società controllate da WVHA e Reichsarbeitsdienst incaricate dell'impiego (Arbeitseinsatz), come Deutsche Wirtschaftsbetriebe (DWB), Deutsche Ausrüstungswerke (DAW) e l'Organizzazione Todt. In questo modo furono costruite la linea Sigfrido, le fabbriche per i sottomarini U-Boot e le piattaforme di lancio per la bomba volante V-1 e il razzo V-2, oltre ad altri progetti di lavoro come la SS Ostindustrie GmbH, o le imprese private che realizzarono le uniformi tedesche come la Többens und Schultz & Co.

### Categorie dei campi di lavoro

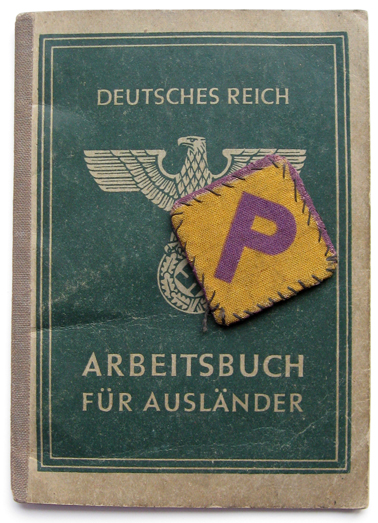
Libretto di lavoro per stranieri (Arbeitsbuch Für Ausländer). Documento di identità rilasciato a un lavoratore polacco nel 1942 insieme alla toppa con la lettera "P" che i polacchi dovevano indossare per identificarli dalla popolazione tedesca.

I tedeschi costrinsero un gran numero di polacchi e di ebrei polacchi ai lavori forzati. I lavoratori, imprigionati nei campi e sottocampi dell'Arbeitslager furono al servizio di un'ampia gamma di industrie belliche che producevano armamenti, elettronica, le uniformi e gli indumenti dell'esercito. Nella maggior parte dei campi, tra cui Buchenwald, i polacchi e gli ebrei polacchi deportati dalla Pomerania e dalla Slesia non venivano riconosciuti come cittadini polacchi. Il reale numero non sarà mai preciso: solo 35.000 polacchi ancora vivi nel 1945 tornarono in Polonia e si identificarono come sopravvissuti a Buchenwald, gli altri rimasero in Occidente.
La popolazione di Gross-Rosen costituiva l'11% del totale di detenuti nei campi di concentramento nazisti nel 1944; nel 1945 non ne rimase nulla a causa delle marce della morte. Auschwitz gestì circa 50 sottocampi con 130.000-140.000 polacchi registrati e sfruttati come schiavi: più della metà furono assassinati nel campo, altri furono spediti negli altri complessi.
Erao attivi centinaia di campi Arbeitslager, dove almeno 1,5 milioni di polacchi svolgevano lavori forzati. Molti sottocampi avevano natura transitoria, essendo aperti e chiusi in base alle esigenze lavorative. Furono istituiti anche circa 30 Polenlager, formalmente identificati in Slesia, come Gorzyce e Gorzyczki. Vi furono deportati molti dei 400.000 prigionieri di guerra polacchi catturati dai tedeschi durante l'invasione del 1939; tanti altri furono inviati ai lavori forzati in Germania. 
La burocrazia tedesca distingueva all'interno di questa categoria diversi tipi di campi.
1. Arbeitslager fu il termine generico per i campi di lavoro.
2. Gemeinschaftslager identificava il campo di lavoro per i civili.
3. Gli Arbeitserziehungslager erano i campi di addestramento, dove i detenuti venivano tenuti per diverse settimane.
4. Gli Strafarbeitslager erano i campi di lavoro punitivi, impostati come tali fin dall'inizio o risultanti dalla trasformazione delle prigioni.
5. Il termine Zwangsarbeitslager è stato tradotto come campo di lavoro forzato.
6. I Polen Jugenverwahrlag furono istituiti per i bambini polacchi difficili da germanizzare.
7. I Volksdeutsche Mittelstelle erano i campi per i tedeschi etnici, veri o presunti.

## Le vittime
Nella seconda guerra mondiale la nazione polacca perse gran parte della popolazione prebellica che ammontava a 34.849.000 di persone. Durante l'occupazione tedesca ne morirono circa 6 milioni (il 17% del totale), di cui 240.000 militari, 3.000.000 di ebrei vittime dell'Olocausto e 2.760.000 civili.
Il governo polacco emanò una serie di bollettini, periodicamente aggiornati, per fornire il numero delle vittime polacche sopravvissute alla repressione bellica e postbellica, in aggiunta agli elenchi dei vari campi in cui i polacchi (intesi sia come cittadini della Polonia, indipendentemente dall'etnia, che come persone di etnia polacca di altra cittadinanza) venivano detenuti dai tedeschi o dai sovietici.

## Campi dopo la liberazione
I campi tedeschi furono liberati dall'Armata Rossa e dall'Armata Polacca tra il 1944 e il 1945. Un certo numero di campi fu poi utilizzato dai sovietici o dal regime comunista polacco per i prigionieri di guerra o come campi di lavoro per tedeschi, polacchi, ucraini, come nel caso del campo di lavoro di Zgoda, del campo di lavoro principale di Potulice e del campo di Łambinowice.

## Decreti del parlamento polacco
Il 20 settembre 2001 il Sejm della Repubblica di Polonia approvò un disegno di legge speciale per commemorare i cittadini polacchi sottoposti ai lavori forzati sotto il dominio tedesco durante la seconda guerra mondiale. Il disegno di legge confermò le varie categorie di vittime come definite durante la fondazione dell'Istituto della Memoria Nazionale (Dz.U.97.141.943), ma soprattutto nominò ogni campo di concentramento (e sottocampo) nazista con cittadini polacchi ivi detenuti, compresi i luoghi di detenzione sovietici. L'elenco fu compilato ai fini legali, come riferimento per i sopravvissuti intenti a chiedere un riconoscimento internazionale o un risarcimento.
Tra i campi nazisti tedeschi ci furono 23 campi principali con prigionieri polacchi, inclusi:
- 47 sottocampi di Auschwitz;
- 140 sottocampi di Buchenwald;
- 94 sottocampi di KZ Dachau;
- 83 sottocampi di KZ Flossenbürg;
- 97 sottocampi di Gross-Rosen;
- 54 sottocampi di KZ Mauthausen;
- 55 sottocampi di Natzweiler;
- 67 sottocampi di KZ Neuengamme;
- 26 sottocampi di Ravensbrück;
- 55 sottocampi di KZ Sachsenhausen;
- 28 sottocampi di Stutthof;
- 24 sottocampi di Mittelbau e altri.

Tutti i campi, senza eccezioni, furono istituiti dai tedeschi per l'abuso e lo sfruttamento di cittadini stranieri.